# Sankt Peterzell
Sankt Peterzell es una comuna suiza del cantón de San Galo, ubicada en el distrito de Toggenburgo. Limita al norte y al este con la comuna de Schwellbrunn (AR), al sureste con Schönengrund (AR), al sur con Hemberg, y al occidente Mogelsberg.
- Datos: Q669244
- Multimedia: St. Peterzell / Q669244